# 好きっていいなよ。
『好きっていいなよ。』（すきっていいなよ）は、葉月かなえによる日本の漫画作品。通称「好きなよ。」。『デザート』（講談社）にて2008年4月号から2017年9月号まで連載された。
累計発行部数は2014年時点で講談社史上最速の100万部突破を達成し、2022年7月時点で970万部を突破している。
2012年10月から12月までテレビアニメが放送された。2014年7月に実写映画化された。
2022年7月、『デザート』の創刊25周年を記念して、9月号に本作の番外編読み切りが掲載された。

## あらすじ
橘めいは小学生時代、クラスで飼っていたウサギが雑草を食べさせられた後で急死した時、その場に居合わせただけだったにもかかわらず、実際に食べさせた女子から一切の罪をなすりつけられてしまう。それ以後、他人を信用しなくなっためいは心を閉ざし、滅多に人と話そうとはしなくなった。
めいは高校生になってからも、人を信じることが出来ず、クラスメイトとも一切口を利かず、一人でいることが日常になっていた。そんな中、中西健志のセクハラのせいで、誤って黒沢大和に回し蹴りをいれてしまうが、逆に大和に気に入られ、アプローチされるようになる。ある日、めいのバイト先の客がストーカーとして近くに姿を現すようになり、恐怖を感じためいは大和に助けを求める。めいから緊急の知らせを受けた大和は、いち早くめいの元へ駆けつけ、そしてストーカー撃退のため、めいにキスをする。ストーカーの撃退には成功したが、めいは初めてのキスに動揺してしまう。その後二人は、付き合い始めたが、いろいろな問題が起こりその度に二人は徐々に乗り越えていった。

## 登場人物
※「声」は声優（ドラマCD版 / テレビアニメ版 / ムービーコミック版の順。1人のみ記載の場合はテレビアニメのもの）、「演」は実写映画の俳優。

### 主要人物
橘 めい（たちばな めい）
声 - 茅野愛衣 / 同左 / 同左 / 演 - 川口春奈
本作の主人公。東明高等学校2年C組。誕生日は12月25日。身長は155センチ。
16年間友達無し、彼氏無しの地味な少女。携帯電話のアドレス帳にも自宅とアルバイト先しか登録していなかった。
小学生の頃、クラスで飼っていたペットが亡くなった際に「橘のせいで死んだ」とクラスメイトに嘘の密告をされて裏切られた経験があるため、重度の人間不信となり学校では一切喋らず過ごしていた。幼少期に友達と上手くいかなかった理由の一つに、父親の精神的虐待と言わざるを得ない位の過保護で友達とあまり溶け込めなかったということもある。なお、その父親は病気で他界している。以後は他人を信じられなくなり、一人でいることが普通になっていた。家庭環境もあり父とは非常に不仲だが、明るい母とは良好である。そのため他の女子生徒達からは偏見を持たれ、快く思われておらず、心無い女子からは「根暗」呼ばわりされることもあった。そんなある日、校舎内の階段で、後ろから突然中西にスカートを捲られた際、中西の傍にいた大和が捲ったと勘違いして回し蹴りしたことが出会いとなり、そんなめいのことを「面白い」と思った大和からのアプローチ（?）やストーカー（声 - 興津和幸）撃退のためのキスでめいの心が少しずつ開き、付き合うようになる。大和たちと一緒にいることで、それまで無かったような感情が芽生えてくる。基本的に心優しい性格で気が強いが、天然な一面がある。捨て猫の子猫を見つけると気にかけてしまう。
現在は母子家庭で、白猫のマシュマロを飼っている。パン屋でアルバイトをしている。好きなことは、「生パンをかじる」「自販機のおしるこ缶」「猫の頭の後ろの臭いを嗅ぐこと」など。苦手なのは歌を歌うこととジェットコースター。昔、母親（声 - 小林ゆう）とクッキーを作った際、あまりの硬さに父親（声 - 千葉進歩）の前歯が折れてから、料理には苦手意識を持っている。甘い物はあまり好きではないらしい。寝るときでもいつでも携帯用防犯ブザーを持っている。プロ並にボウリングが得意。大和の家に行った時は、隙を見計らって大和の飼っている猫の頭の後の臭いを嗅いでいる。
黒沢 大和（くろさわ やまと）
声 - 櫻井孝宏 / 同左 / 同左 / 演 - 福士蒼汰
東明高等学校2年C組。超イケメンで学校一のモテ男。誕生日は6月6日。身長は185センチ。
めぐみの紹介で雑誌のモデルの仕事を行なった時は、あまりの人気に異例の増刷などもあった。その容姿から軽薄な男と思われがちだが、モテる理由は顔の良さだけではなく、女性を大切にする優しさもある。しかし外見しか見ずに言寄る女性に対しては厳しい態度をとる。及川あさみ曰く「学園の可愛い女子皆とキスをしていると噂されている」。
中学時代は虐めの標的にされるのを恐れ、周りの目を伺いながらも守りに入っていた。そんなある日、親友だった竹村海が虐めの標的にされるが、自分の身を守るために表向きは無視しながらも裏でこっそり会う日々が続いた。しかし数日後転校してしまったことで、親友に何もしてあげられなかったのを悔やみ、心の傷として残った。好きなことは「買い物」「布団で寝ること」と「めい」。
Hは一度だけで高1の初め頃、失恋をした武藤愛子の気持ちを落ち着かせるためだけには初めてした。その後、他の女の子には無いものを持っていると感じためいに心を奪われ、めいの恋人となる。後にめいが見つけた黒猫のくろを自宅で飼い始めるが、不慣れだったために電話で、めいに助けを求めた。アニメでは母親（声 - かかずゆみ）が登場している。

### 東明高等学校
及川 あさみ（おいかわ あさみ）
声 - 高橋美佳子 / 種田梨沙 / 内田愛美 / 演 - 西崎莉麻
東明高等学校2年D組。大和の中学時代からの友達で、大和を慕っている。大和と既にキス（あさみが頼んだ）を交わしているが、恋人に至らなく友達止まりとなっている。そのため大和と一緒にいることが多く、それを嫉む心無い女子からは彼女の胸を例え「スイカ」呼ばわりされることがあった。巨乳であることをコンプレックスとして抱いている。健志からは「あさみっち」と呼ばれている。ややぶりっ子だが温厚で非常に心優しく、めいにも普通に接していた。当初めいのことをいじめていた中西に対してよく思っておらず、「橘なんかと遊んでないで俺と遊ぼう。ついでにおっぱい触らせて。」というめいへの悪口とセクハラ発言に激怒し平手打ちをした。めいに自身と大和との関係を打明け、めいの初めての女友達となり、そして良き理解者となる。
中西 健志（なかにし たけし）
声 - 豊永利行 / 島﨑信長 / 羽多野渉 / 演 - 永瀬匡
東明高等学校2年C組。大和の友達。巨乳好きで、少しスケベ。また、他校との合コンが好き。女生徒にセクハラを行うため女生徒からは「変態中西」などと言われることが多い。めいに物語当初から悪質なイジメを繰り返していたが、めいの後押しによりあさみの恋人となる。のちに今までの行為を大和を通じて謝罪した。
武藤 愛子（むとう あいこ）
声 - 甲斐田裕子 / 内山夕実 / 笠原あきら / 演 - 足立梨花
東明高等学校2年C組。雅司の恋人。大和が一度だけしたHの初めての相手である。
太っていた過去があり、大和のために17kgも減量する劇的なダイエットをした。お腹にはダイエットの証である肉割れの痕が残っている。
当初はめいと大和の仲に嫉妬してめいに陰湿な態度を取っていたが、和解した後はあさみに次いで最高の親友となった。
姉御肌な性格で面倒見が良く、様々な助言やフォローをしながらめいと大和の仲を見守っている。また、歪んだめぐみの本質を看破するなど洞察力にも優れている。
モデル並に身長が高い。
立川 雅司（たてかわ まさし）
声 - 野島健児  / 間島淳司 / 阿部大樹 / 演 - 山本涼介
東明高等学校の生徒。愛子の恋人で、大和の友人。ずっと愛子を想い続けてきた。
竹村 海（たけむら かい）
声 - 杉田智和 / 前野智昭 / 酒井広大 / 演 - 市川知宏
東明高等学校の転校生。1年B組。かつて虐めにあっていた大和の中学時代の同級生。訳あって一学年下で入学してきた。めいのアルバイト先であるパン屋の常連客で、ランドの限定品や記念品には目がないほどのランド好き。後にめいのことが好きになってしまい告白をするが、大和の真剣な思いを知り身を引いた。誠実で真面目な性格だが怒ると喧嘩早い。髪型はモヒカン刈り。
実は虐めの復讐を目的とし町に帰ってきた。数日後、西ヶ丘高等学校に赴き虐めの復讐をしようと思っていた（そのために留年してまで身体をつくった）が、虐めの主犯格だった彼は既に昔の面影もなく別人のよう（どこかおどおどした様子）になっていた。めぐみの一件ではめいの相談相手となり、そして助けとなる。
北川 めぐみ（きたがわ めぐみ）
声 - 佐倉綾音 / 寿美菜子 / 坂本麻美 / 演 - 八木アリサ
転校生。東明高等学校2年D組。読者モデル。めいの最大のライバルで、大和を狙っていた。愛称は「めぐたん」で、己を「めぐ」と呼ぶ。小学生の頃、「ブス」「貧乏」等と男子から虐められていた経験を持ち、地味なタイプであったが、中学入学と同時に今のキャラに変わる。その後、東明高等学校に転校してきて、大和をモデルへと誘ったり、家に呼んだりと徐々に大和と接近。めいを一人にしようと躍起になり、あさみや愛子と近づくも途中で失敗。後に自意識過剰の性格が災いし友人たちも離れてしまい最後には失望し家に引き篭もってしまうが、ももこや大和の説得により考えを改め嘘の自分を演じるのを止めた。
アパートで一人暮らしをしている。実家は農家でお婆ちゃんからキャベツが送られている。カレーとキャベツを使った「カレーキャベツ」が得意。モデルの仕事をしているため料理にはカロリーに気を使っている。高菜のおにぎりが好き。
笹野 ももこ（ささの ももこ）
声 - 米澤円
東明高等学校の生徒。大和の友人。めぐみの親友にして良き理解者。小さいころからめぐみと仲が良く、地味な頃の彼女を知っている。友達思いで、何かとめぐみを気にかけている。めぐみからは「ももちゃん」と呼ばれている。また、めぐみのことは「めぐ」と呼んでいる。性格は控えめで大人しい。
拓（たく）
声 - 石川界人
東明高等学校の生徒。ももこの友人。ももこを除け者にしたうえに恩着せがましいめぐみに嫌気が差したことで、めぐみの元から離れた。
新井 美樹（あらい みき）
声 - 堀江由衣 / 早見沙織
東明高等学校の生徒。大和の初恋の相手で、中学時代の同級生。中学時代、大和の気持ちに気付くも、「背が低くて、子供っぽい人は好みじゃない」と友達に言ったところを大和に影で目撃される。
大和とキス経験はなく、めいのキスのことを知り積極的に大和にアプローチするが、大和にはぐらかされる。負けず嫌いで、積極的な女の子。髪型はポニーテール。
早川 駆流（はやかわ かける）
声 - 梶裕貴
東明高等学校2年A組。大和の友人。千晴の恋人であり幼馴染。アニメでは食事のマナーが悪くクャクャと音を立てながら食べ散らかす癖があることになっている。めい曰く「くちゃらー」。
普段は紳士的に振舞っているが、本性は女癖が悪く自己中心的かつ身勝手。アニメでは人の弱味を突いてくるなど、より性格の悪さが強調されている。セックスフレンドが多数おり、彼女らのことを「友達」と言っている。しかし幼馴染の千晴と恋人になってからは考えを改めると共にセックスフレンドを止め千晴を大切にすることを誓う。
小川 千晴（おがわ ちはる）
声 - 金元寿子
駆流の恋人であり幼馴染。料理上手。めいがアルバイトをしているパン屋は実家で、自身も手伝っている。
未裕（みひろ）
声 - 小松未可子
東明高等学校の生徒。駆流の友人であり（セフレ）「友達」の一人。駆流とは別の彼氏がいる。
朱音（あかね）、純（じゅん）
声 - 大西沙織、原嶋あかり
東明高等学校の1年生。めぐみの後輩。めぐみのファン。

### その他
黒沢 凪（くろさわ なぎ）
声 - 矢作紗友里 / 伊瀬茉莉也
大和と大地の妹。アップルケーキや料理が得意。友達の一件で、学校に行かず家に引きこもっていた。兄から貰ったピンク色したウサギの縫いぐるみ（大和二号）を大切にしている程のブラコン。4人の友達がいたが、彼女の家へ遊びに行く度（凪は仲間外れ）にお菓子やゲームが楽しめるのが目当てで、凪と上っ面の友達関係になっていたことを影で友達が話しているところ偶然聞いてしまう。それ以来、孤独を感じ心を閉ざしてしまった。出会った当初、めいを兄の彼女と認めず敵視していたが、めいが自らの過去を話したことで、同じ境遇を感じ和解へと至り姉妹同然に親しくなる。その後は、めいにクッキーやケーキなどの作り方を教えている。後に彼氏が出来る。
黒沢 大地（くろさわ だいち）
声 - 中井和哉
大和と凪の兄。二人からは｢大地兄｣と呼ばれている。28歳。美容師。自身の店の店長。
杏子（きょうこ）
大地の店の美容師。
泉（いずみ）
声 - 山崎はるか
新人モデルの女性。めぐみの同僚。髪型はロングヘア。めぐみに憧れている。
みちる
声 - 藤田圭宣
めぐみの通う美容院の店長。

## 書誌情報

### 単行本
- 葉月かなえ 『好きっていいなよ。』 講談社〈デザートコミックス〉、全18巻
  1. 2008年8月11日発売[7]、ISBN 978-4-06-365517-9
  2. 2009年2月13日発売[8]、ISBN 978-4-06-365542-1
  3. 2009年8月10日発売[9]、ISBN 978-4-06-365565-0
  4. 2010年1月13日発売[10]、ISBN 978-4-06-365585-8
  5. 2010年7月13日発売[11]、ISBN 978-4-06-365612-1
  6. 2011年1月13日発売[12]、ISBN 978-4-06-365637-4
    - 「ドラマCD付き特装版」同日発売[13]、ISBN 978-4-06-362179-2

  7. 2011年7月13日発売[14]、ISBN 978-4-06-365655-8
    - 「ドラマCD付き特装版」同日発売[15]、ISBN 978-4-06-365655-8

  8. 2012年1月13日発売[16]、ISBN 978-4-06-365677-0
  9. 2012年7月24日発売[17]、ISBN 978-4-06-365699-2
  10. 2013年1月11日発売[18]、ISBN 978-4-06-365719-7
  11. 2013年7月24日発売[19]、ISBN 978-4-06-365744-9
    - 「オリジナルアニメDVD付き特装版」同日発売[20]、ISBN 978-4-06-358449-3

  12. 2014年2月13日発売[21]、ISBN 978-4-06-365762-3
  13. 2014年7月24日発売[22]、ISBN 978-4-06-365780-7
  14. 2015年4月13日発売[23]、ISBN 978-4-06-365806-4
  15. 2015年10月13日発売[24]、ISBN 978-4-06-365836-1
  16. 2016年4月13日発売[25]、ISBN 978-4-06-365859-0
  17. 2016年10月13日発売[26]、ISBN 978-4-06-365881-1
  18. 2017年9月13日発売[27]、ISBN 978-4-06-365930-6

### 関連書籍
- 『好きっていいなよ。 葉月かなえイラスト集』2014年2月11日発売[28]、ISBN 978-4-06-364948-2

## テレビアニメ
2012年10月から12月まで、TOKYO MX他にて放送された。
2013年7月24日発売、原作コミックス第11巻DVD付き限定版にはオリジナルエピソード収録DVD同梱。

### スタッフ（アニメ）
- 原作 - 葉月かなえ（講談社「デザート」連載）
- 監督・シリーズ構成 - 佐藤卓哉
- シリーズディレクター - 黒柳トシマサ
- キャラクターデザイン - 奥田佳子、渡辺純子
- 総作画監督 - 渡辺純子
- プロップデザイン - 広尾佳奈子
- 美術監督 - 平間由香
- 美術設定 - 緒川マミオ
- 色彩設計 - 佐藤直子
- 撮影監督 - 大山佳久
- 編集 - 後藤正浩
- 音響監督 - 明田川仁
- 音楽 - 野見祐二
- プロデューサー - 池田慎一、浜野沢子、川崎とも子
- 制作プロデューサー - 橋本和典、新宅潔
- アニメーション制作 - ゼクシズ
- 製作 - 好きなよ。製作委員会、OAD『好きなよ。』製作委員会（OAD）

### 主題歌
Friendship 〜for 好きっていいなよ。
岡崎律子によるオープニングテーマ。作詞・作曲は岡崎、編曲は野見祐二。
slow dance
スネオヘアーによるエンディングテーマ。作詞・作曲は渡辺健二、編曲はスネオヘアー。
さらり（第12話）
スネオヘアーによる第12話エンディングテーマ。作詞・作曲は渡辺健二、編曲はスネオヘアー。

### 各話リスト
| 話数     | サブタイトル      | 脚本                | 絵コンテ                | 演出                    | 作画監督                                             |
| -------- | ----------------- | ------------------- | ----------------------- | ----------------------- | ---------------------------------------------------- |
| 第一話   | キスをした        | 佐藤卓哉            | 黒柳トシマサ            | 黒柳トシマサ            | 竹田逸子                                             |
| 第二話   | 唐あげ味の        | 綾奈ゆにこ          | 室井ふみえ              | 藤沢紗々                | 桜井正明                                             |
| 第三話   | 人を信じれば……    | 高橋ナツコ          | 青井小夜                | 青井小夜                | 菊池聡延                                             |
| 第四話   | 傷が、ある        | 横手美智子          | 光田史亮 真菜陽         | 光田史亮                | 谷津美弥子、竹田逸子 広尾佳奈子                      |
| 第五話   | このままが        | 佐藤卓哉            | 福田道生                | 丸山由太                | 高橋敦子、いがりたかし 野道佳代、谷津美弥子 新田靖成 |
| 第六話   | どうして…         | 横手美智子          | 伊藤達文                | 園田雅裕                | 竹田逸子、小暮昌広 嶋田俊彦、山本篤史                |
| 第七話   | 好き、なのに      | 綾奈ゆにこ          | 井出安軌                | 内山まな                | 伊藤美奈、竹森由加                                   |
| 第八話   | 恋愛初心者        | 高橋ナツコ          | 井出安軌                | 菊池聡延                | 菊池聡延                                             |
| 第九話   | それぞれの        | 高橋ナツコ          | 真菜陽                  | 青井小夜                | 小園菜穂、松下郁子 小澤円、山内則康                  |
| 第十話   | 他には何も        | 横手美智子          | 井出安軌                | 工藤利春                | 谷津美弥子、いがりたかし 小谷杏子                    |
| 第十一話 | パレード          | 綾奈ゆにこ          | 伊藤達文                | 光田史亮                | 山本篤史、野道佳代 山本佐和子、平山円 いがりたかし   |
| 第十二話 | 守ってるよ        | 綾奈ゆにこ          | 黒柳トシマサ            | 黒柳トシマサ            | 高橋敦子、小園菜穂 谷津美弥子、竹田逸子              |
| 第十三話 | Say "I love you". | 佐藤卓哉 高橋ナツコ | 福田道生                | 吉田りさこ              | 竹森由加、小林利充 山田勝                            |
| OAD      | 誰かが            | 綾奈ゆにこ 佐藤卓哉 | 黒柳トシマサ 吉田りさこ | 黒柳トシマサ 吉田りさこ | 高橋敦子、小園菜穂 小谷杏子                          |

### 放送局
| 放送地域 | 放送局             | 放送期間                      | 放送日時           | 放送系列         | 備考                              |
| -------- | ------------------ | ----------------------------- | ------------------ | ---------------- | --------------------------------- |
| 東京都   | TOKYO MX           | 2012年10月6日 - 12月29日      | 土曜 25:00 - 25:30 | 独立局           |                                   |
| 千葉県   | チバテレビ         | 2012年10月7日 - 12月30日      | 日曜 23:30 - 24:00 | 独立局           |                                   |
| 神奈川県 | tvk                | 2012年10月7日 - 12月30日      | 日曜 23:30 - 24:00 | 独立局           |                                   |
| 埼玉県   | テレ玉             | 2012年10月7日 - 12月30日      | 日曜 24:00 - 24:30 | 独立局           |                                   |
| 兵庫県   | サンテレビ         | 2012年10月7日 - 12月30日      | 日曜 24:30 - 25:00 | 独立局           |                                   |
| 京都府   | KBS京都            | 2012年10月8日 - 12月31日      | 月曜 25:00 - 25:30 | 独立局           |                                   |
| 愛知県   | テレビ愛知         | 2012年10月8日 - 12月29日      | 月曜 26:05 - 26:35 | テレビ東京系列   | 最終回のみ土曜25:50 - 26:20に放送 |
| 北海道   | テレビ北海道       | 2012年10月9日 - 2013年1月1日  | 火曜 26:05 - 26:35 | テレビ東京系列   |                                   |
| 日本全域 | AT-X               | 2012年10月11日 - 2013年1月3日 | 木曜 22:00 - 22:30 | アニメ専門CS放送 | リピート放送あり                  |
| 日本全域 | BS11               | 2012年10月12日 - 2013年1月4日 | 金曜 23:30 - 24:00 | BS放送           | 『ANIME+』枠                      |
| 日本全域 | バンダイチャンネル | 2012年10月12日 - 2013年1月4日 | 金曜 24:00 更新    | ネット配信       | 第1話無料 個別課金による有料配信  |
| 日本全域 | バンダイチャンネル | 2012年10月12日 - 2013年1月4日 | 金曜 24:00 更新    | ネット配信       | 有料会員限定配信                  |
| 日本全域 | ニコニコ生放送     | 2012年10月12日 - 2013年1月4日 | 金曜 25:00 - 25:30 | ネット配信       |                                   |
| 日本全域 | ニコニコチャンネル | 2012年10月12日 - 2013年1月4日 | 金曜 25:30 更新    | ネット配信       |                                   |
| 日本全域 | みんなでストリーム | 2012年10月17日 - 2013年1月9日 | 水曜 23:00 - 23:30 | ネット配信       |                                   |
| 日本全域 | キッズステーション | 2014年5月21日 - 8月13日       | 水曜 23:00 - 23:30 | CS放送           | エリア23枠、リピート放送あり      |

### Blu-ray / DVD
| 巻 | 発売日         | 収録話          | 規格品番   | 規格品番   |
| 巻 | 発売日         | 収録話          | Blu-ray    | DVD        |
| -- | -------------- | --------------- | ---------- | ---------- |
| 1  | 2012年12月26日 | 第1話 - 第2話   | KIXA-90262 | KIBA-91997 |
| 2  | 2013年1月23日  | 第3話 - 第4話   | KIXA-90263 | KIBA-91998 |
| 3  | 2013年2月27日  | 第5話 - 第6話   | KIXA-90264 | KIBA-91999 |
| 4  | 2013年3月27日  | 第7話 - 第8話   | KIXA-90265 | KIBA-92000 |
| 5  | 2013年4月24日  | 第9話 - 第10話  | KIXA-90266 | KIBA-92001 |
| 6  | 2013年5月22日  | 第11話 - 第13話 | KIXA-90267 | KIBA-92002 |

### ラジオ
文化放送超!A&G+にて『恋愛トークバラエティ「好きなよ。部」』のタイトルで、2012年10月2日火曜24時30分から放送開始、2013年3月26日放送終了。パーソナリティは島﨑信長（中西健志 役）、内山夕実（武藤愛子 役）、種田梨沙（及川あさみ 役）。

## モバイルゲーム
2013年9月24日より黒沢大和（CV:櫻井孝宏）がNECビッグローブのスマートフォン向けアプリのカードコレクションゲーム『嫁コレ』に参加。

## ムービーコミック
2013年12月20日より漫画に音声や特殊効果を加えたムービーコミックがdTV（旧dビデオ）・BeeTVにて配信。制作は東通、主題歌は東京カランコロンの「指でキスしよう」。

## 映画
2014年7月12日より公開。
2014年7月11日には初日舞台挨拶が新宿ピカデリーで行われたが、その直前に映写機が故障して作品を上映できなくなるなど、トラブルに見舞われた。

### キャスト
人物設定については登場人物の節を参照。
- 橘めい – 川口春奈
- 黒沢大和 – 福士蒼汰
- 及川あさみ – 西崎莉麻
- 中西健志 – 永瀬匡
- 武藤愛子 – 足立梨花
- 立川雅司 – 山本涼介
- 竹村海 – 市川知宏
- 北川めぐみ – 八木アリサ
- 雑誌編集長 - 寺門ジモン
- 雑誌編集者 - 永池南津子
- 橘夏子 - 渡辺満里奈
- なつみ - 菊池亜希子

### スタッフ（映画）
- 原作 - 葉月かなえ『好きっていいなよ。』（講談社『デザート』連載）
- 監督・脚本 - 日向朝子
- 音楽 - 髙見優
- 主題歌 - ワン・ダイレクション「ハッピリー」（ソニー・ミュージックジャパンインターナショナル）
  - 作詞・作曲： Savan Kotecha, Carl Falk & Harry Styles
- 撮影 - 月永雄太
- 照明 - 木村匡博
- 美術 - 西村貴志
- 録音 - 栗原和弘
- 特殊メイク - メイクアップディメンションズ
- スタントコーディネーター - 福嶌徹
- スタジオ - 東宝スタジオ
- 企画・プロデュース - 吉田繁暁
- プロデューサー - 田渕みのり、福島大輔
- 企画・配給 - 松竹株式会社
- 制作プロダクション - 松竹撮影所
- 製作協力 - 松竹映像センター
- 製作 - 「好きっていいなよ。」製作委員会（松竹、講談社、研音、アスミック・エース、GYAO）

### 受賞歴
- 第38回日本アカデミー賞新人俳優賞（福士蒼汰、『イン・ザ・ヒーロー』『神さまの言うとおり』と合わせて）[34]

### 封切り
全国246スクリーンで公開され、2014年7月12日、13日の初日2日間で、動員13万5801人、興行収入1億5959万0500円となり、映画観客動員ランキング(興行通信社調べ)で初登場第2位となった。

### Blu-ray / DVD（映画）
2014年12月3日発売。発売元は講談社、販売元は松竹。
- 好きっていいなよ。 通常版（1枚組）
  - 映像特典
    - 特報・劇場予告編

  - 封入特典
    - 特製カード
- 好きっていいなよ。 プレミアムエディション（2枚組・初回限定生産）
  - ディスク1：本編ディスク（通常版と共通）
  - ディスク2：特典DVD
    - メイキング
    - キスの日・特別イベント
    - 映画公開記念SPトークショー
    - 完成披露試写会
    - 初日舞台挨拶
    - 劇場用コメント9地域分

  - 封入特典
    - 特製カード
    - フォトブック

  - 特製アウターケース付き